# Едуин Де Хейвън
Едуин Джеси Де Хейвън (на английски: Edwin Jesse De Haven) е американски военноморски офицер, изследовател на Арктика.

## Ранни години (1816 – 1838)
Роден е на 7 май 1816 година във Филаделфия, Пенсилвания. На 10-годишна възраст постъпва като юнга във военноморския флот и служи до 1857.

## Изследователска дейност (1838 – 1851)

### Участие в експедицията на Чарлз Уилкс (1838 – 1842)
През 1838 г. участва в експедицията на Чарлз Уилкс, която се състои от шест кораба начело с флагманския кораб „Уинсенс“ и в нея участват множество учени – филолози, ботаници, картографи, геолози и други. Експедицията не извършва никакви големи открития в Тихия океан, но затова учените, участващи в нея откриват начина и пътя на заселването на Океания от полинезийците и разработват нова, вярна теория за образуването на кораловите рифове. От 1838 до 1842 експедицията изследва и описва над 260 острова в групите Самоа, Фиджи, Хавайските о-ви, архипелага Туамоту (вторично откриване на атолите Аратика – 3 септември и Ахе – 6 септември 1839), о-вите Феникс (откриване на атола Орона – 26 август 1840, 4°30′ ю. ш. 172°10′ з. д.) и Токелау.

### Първа Гринелска експедиция (1850 – 1851)
От 5 май 1850 до септември 1851 с два кораба Хейвън възглавява американска арктическа експедиция за търсене на изчезналата експедиция на Джон Франклин. Експедицията е спонсорирана от американския милионер Хенри Гринел и затова названието на експедицията е Първа Гринелска.
През септември 1850, през протока Ланкастър корабите достигат до остров Грифит (74°34′ с. ш. 95°33′ з. д. / 74.566667° с. ш. 95.55° з. д.) в протока Бароу. Изпълнявайки предписаните му инструкции Де Хейвън в средата на септември завива обратно, но корабите му попадат в леден капан и от теченията са отнесени в протока Уелингтън до 75º 24` с.ш. На север от протока участниците в експедицията откриват п-ов Гринел (76°40′ с. ш. 95°00′ з. д. / 76.666667° с. ш. 95° з. д., северозападната част на остров Девън). Благодарение на промяната в дрейфа на ледовете корабите са изнесени през ноември обратно в протока Бароу, а след нова промяна в посоката на движението на ледовете в края на 1850 – в източната част на протока Ланкастър. През 1851 още пет месеца експедиционните кораби дрейфуват в ледовете на Бафиновия залив. През юни 1851 за кратко се освобождават, но отново попадат в непроходими ледове. Едва през втората половина на август 1851 се освобождават окончателно от ледовете и поемат към родината.

## Следващи години (1851 – 1865)
След завръщането си от Арктика служи в морската брегова охрана, след което е назначен за директор на американската военноморска обсерватория. През 1862 се пенсионира поради заболяване и умира на 1 май 1865 година във Филаделфия на 48-годишна възраст.

## Памет
Неговото име носят:
- нос Де Хейвън (69°00′ с. ш. 101°47′ з. д. / 69° с. ш. 101.783333° з. д.) на югоизточния бряг на остров Виктория в Канадския арктичен архипелаг;
- нос Де Хейвън (75°19′ с. ш. 93°38′ з. д. / 75.316667° с. ш. 93.633333° з. д.) на източния бряг на остров Корнуолис в Канадския арктичен архипелаг;
- остров Де Хейвън (68°03′ с. ш. 98°26′ з. д. / 68.05° с. ш. 98.433333° з. д.) на запад от п-ов Аделейд в Северна Канада.